# Séverine Brémond Beltrame
Séverine Brémond Beltrame (Montpellier, 14 agosto 1979) è un'ex tennista francese.
Nata Séverine Beltrame, ha aggiunto il secondo cognome dopo il matrimonio con Eric Brémond.

## Biografia
Nel 2006 venne sconfitta ai quarti di finale del Torneo di Wimbledon da Justine Henin.
Nel 2008 raggiunse il quarto turno agli US Open dove venne battuta da Serena Williams in due set, nello stesso anno, in coppia con Virginia Ruano Pascual, perse la finale di doppio del DFS Classic di Birmingham. L'anno successivo partecipò al torneo di Québec (città) dove venne eliminata da Melinda Czink, vincitrice poi della competizione.
In carriera ha raggiunto la 34ª posizione del ranking il 5 febbraio del 2007.

## Statistiche

### Doppio

#### Sconfitte (2)
| Legenda: Prima del 2009 | Legenda: Dal 2009     |
| ----------------------- | --------------------- |
| Grande Slam (0)         |                       |
| Argenti Olimpici (0)    |                       |
| WTA Championship (0)    |                       |
| Tier I (0)              | Premier Mandatory (0) |
| Tier II (0)             | Premier 5 (0)         |
| Tier III (1)            | Premier (0)           |
| Tier IV (0)             | International (1)     |
| Tier V (0)              | International (1)     |

| N. | Data              | Torneo                      | Superficie    | Compagna               | Avversarie in finale                  | Punteggio |
| 1. | 15 giugno 2008    | DFS Classic, Birmingham     | Erba          | Virginia Ruano Pascual | Cara Black Liezel Huber               | 2-6, 1-6  |
| 2. | 19 settembre 2009 | Bell Challenge, Québec City | Sintetico (i) | Sofia Arvidsson        | Barbora Záhlavová-Strýcová Vania King | 1-6, 3-6  |

## Risultati in progressione
| Sigla | Risultato               |
| ----- | ----------------------- |
| V     | Vincitore               |
| F     | Finalista               |
| SF    | Semifinalista           |
| O     | Oro olimpico            |
| A     | Argento olimpico        |
| SF    | Bronzo olimpico         |
| QF    | Quarti di Finale        |
| 4T    | Quarto turno            |
| 3T    | Terzo turno             |
| 2T    | Secondo turno           |
| 1T    | Primo turno             |
| RR    | Round Robin             |
| LQ    | Turno di qualificazione |
| A     | Assente                 |
| ND    | Non disputato           |

| Legenda superfici    |
| -------------------- |
| Cemento              |
| Terra battuta        |
| Erba                 |
| Superficie variabile |

### Singolare nei tornei del Grande Slam
| Torneo          | 2003 | 2004 | 2005 | 2006 | 2007 | 2008 | 2009 | 2010 | 2011 | 2012 | 2013 | 2014 |
| --------------- | ---- | ---- | ---- | ---- | ---- | ---- | ---- | ---- | ---- | ---- | ---- | ---- |
| Australian Open | A    | A    | 1T   | 1T   | 1T   | 1T   | 2T   | A    | A    | A    | A    | A    |
| Open di Francia | A    | 1T   | 2T   | 1T   | 1T   | 1T   | 1T   | A    | A    | A    | A    | A    |
| Wimbledon       | A    | 1T   | 2T   | QF   | 2T   | 1T   | 1T   | A    | A    | A    | A    | A    |
| US Open         | A    | 2T   | 1T   | 2T   | 2T   | 4T   | 1T   | A    | A    | A    | A    | A    |

### Doppio nei tornei del Grande Slam
| Torneo          | 2003 | 2004 | 2005 | 2006 | 2007 | 2008 | 2009 | 2010 | 2011 | 2012 | 2013 | 2014 |
| --------------- | ---- | ---- | ---- | ---- | ---- | ---- | ---- | ---- | ---- | ---- | ---- | ---- |
| Australian Open | A    | A    | A    | 2T   | 2T   | 1T   | 1T   | A    | A    | A    | A    | A    |
| Open di Francia | 1T   | 1T   | 1T   | 1T   | 1T   | 2T   | 2T   | 1T   | A    | 1T   | 2T   | A    |
| Wimbledon       | A    | A    | A    | A    | 1T   | A    | A    | A    | A    | A    | A    | A    |
| US Open         | A    | 1T   | A    | 2T   | 1T   | A    | A    | A    | A    | A    | A    | A    |

### Doppio misto nei tornei del Grande Slam
| Torneo          | 2003 | 2004 | 2005 | 2006 | 2007 | 2008 | 2009 | 2010 | 2011 | 2012 | 2013 | 2014 |
| --------------- | ---- | ---- | ---- | ---- | ---- | ---- | ---- | ---- | ---- | ---- | ---- | ---- |
| Australian Open | A    | A    | A    | A    | A    | A    | A    | A    | A    | A    | A    | A    |
| Open di Francia | A    | 2T   | 1T   | 4T   | 4T   | A    | 2T   | A    | A    | A    | 1T   | A    |
| Wimbledon       | A    | A    | A    | A    | SF   | A    | A    | A    | A    | A    | A    | A    |
| US Open         | A    | A    | A    | A    | A    | A    | A    | A    | A    | A    | A    | A    |

## Vittorie contro giocatrici Top 10
| Stagione | 2006 | Totale |
| Vittorie | 1    | 1      |

| #    | Giocatrice     | Ranking | Evento                      | Superficie | Turno | Punteggio     | Rank. SBBR |
| ---- | -------------- | ------- | --------------------------- | ---------- | ----- | ------------- | ---------- |
| 2006 |                |         |                             |            |       |               |            |
| 1.   | Patty Schnyder | 10      | Torneo di Wimbledon, Londra | Erba       | 2T    | 4-6, 6-1, 6-4 | 129        |